# Sablières
Sablières é uma comuna francesa na região administrativa de Auvérnia-Ródano-Alpes, no departamento de Ardèche. Estende-se por uma área de 38,98 km². Em 2010 a comuna tinha 171 habitantes (densidade: 4,4 hab./km²).